# Saint-Géran
Il Saint-Géran è stato un vascello mercantile francese della Compagnie pour le commerce des Indes orientales di 600 tonnellate e 28 cannoni; deve il suo nome a Saint Géran, vescovo di Auxerre del X secolo.
Varato a Lorient l'11 luglio 1736, lascia la medesima città francese per il suo ultimo viaggio verso l'Isola di Francia (odierna Maurizio), il 24 marzo 1744, al comando del capitano marittimo Gabriel Richard de la Marre, facendo scalo sull'isola di Gorea per imbarcare 30 schiavi (20 uomini e 10 donne) per poi naufragare nella notte tra il 17 e il 18 agosto sugli scogli dello stretto canale che separa l'isola d'Ambra e Poudre d'Or a nordovest dell'isola di Maurizio.
È celebre per aver ispirato il romanzo Paolo e Virginia di Jacques-Henri Bernardin de Saint-Pierre uscito nel 1788 e, dopo il suo naufragio, per aver dato il proprio nome al canale luogo dell'evento, ribattezzato Passe du Saint-Gérand (come tale ripreso dallo stesso Bernardin de Saint-Pierre nella sua opera).
Il suo relitto è stato ritrovato nel 1979 da una spedizione francese e la sua campana è ora conservata presso il Palazzo Gheude (noto anche come Villa Robillard) a Mahébourg, sede del Museo storico navale nazionale mauriziano.